# Подгорный, Владимир Афанасьевич
Владимир Афанасьевич Подгорный  (1887—1944) — русский и советский драматический актёр. Заслуженный артист РСФСР (1933). Театральный режиссёр. Брат Н. А. Подгорного.

## Биография
Родился 7 марта 1887 года[по какому календарю?].
Начинал свою деятельность суфлёром Студии на Поварской, затем играл в «Товариществе новой драмы» под руководством В. Э. Мейерхольда, в Камерном театре Таирова, в Театре В. Ф. Комиссаржевской (1908—1910), в театре «Кривое зеркало» (1910—1914), Александринском театре (1916), театре «Летучая мышь» (1915—1919), 1-й Студии МХАТ, МХАТ 2-й (1919—1936).
В 1936—1944 годах — артист Малого театра.
В. А. Подгорный — автор либретто комических опер «Восточные сладости» и «Такова женщина» (1911), инсценировок, снимался в кино.
Его сын — Никита Владимирович Подгорный.
Умер в Москве 29 августа 1944 года. Урна с прахом захоронена в колумбарии Новодевичьего кладбища.

## Театральные работы
- Робинзон («Бесприданница»)
- Гиллинг («У врат царства»)
- Актёр («На дне»)
- Акакий Акакиевич («Шинель» Н. В. Гоголя)
- Маркиз («Хозяйка гостиницы»)
- Иван Иванович (Ссора Ивана Ивановича с Иваном Никифоровичем)
- Гирей (Бахчисарайский фонтан)
- Шут («Сакунтала»)
- Калеб и Тэкльтон («Сверчок на печи» Диккенса)
- Эндрю Эгьючик («Двенадцатая ночь» Шекспира)
- Кобус и Дантон («Гибель „Надежды“» Хейерманса)
- Юлленшерн (Эрик XIV)
- Марат («Взятие Бастилии»)
- Князь («Дело» А. В. Сухово-Кобылина)
- Бен-Захарья («Закат» Бабеля)
- Рычагов («Чудак» Афиногенова)

### Роли в Малом театре
- Барышев, кооператор («Семья Волковых» А. Д. Давурина)
- Священник («Салют, Испания» А. Н. Афиногенова)
- Очерет («Слава» В. М. Гусева)
- Пимен («Борис Годунов» А. С. Пушкина)
- Кучумов («Бешеные деньги» А. Н. Островского)
- Кн. Тугоуховский («Горе от ума» А. С. Грибоедова)
- Бен-Акиба («Уриэль Акоста» К. Гуцкова)
- Феликс Гранде («Евгения Гранде» О. Бальзака)
- Маршал Бертье («Отечественная война 1812 года» по роману Л. Н. Толстого «Война и мир»)
- Чеснок («Партизаны в степях Украины» А. Е. Корнейчука)
- Дядюшка Ботан («Осада мельницы» М. Муромцева по Э. Золя)
- Благонравов («Фронт» А. Е. Корнейчука)
- Пыжиков («На бойком месте» А. Н. Островского)

## Фильмография
- Зоя (немецкий офицер)
- Пленники моря (мистер Спрен, шпион)
- Солистка его величества (министр)